# Trimble (Tennessee)
Trimble is een plaats (town) in de Amerikaanse staat Tennessee, en valt bestuurlijk gezien onder Dyer County en Obion County.

## Demografie
Bij de volkstelling in 2000 werd het aantal inwoners vastgesteld op 728.
In 2006 is het aantal inwoners door het United States Census Bureau geschat op 727, een daling van 1 (-0,1%).

## Geografie
Volgens het United States Census Bureau beslaat de plaats een oppervlakte van
1,7 km², geheel bestaande uit land. Trimble ligt op ongeveer 101 m boven zeeniveau.

## Plaatsen in de nabije omgeving
De onderstaande figuur toont nabijgelegen plaatsen in een straal van 16 km rond Trimble.